# Volby

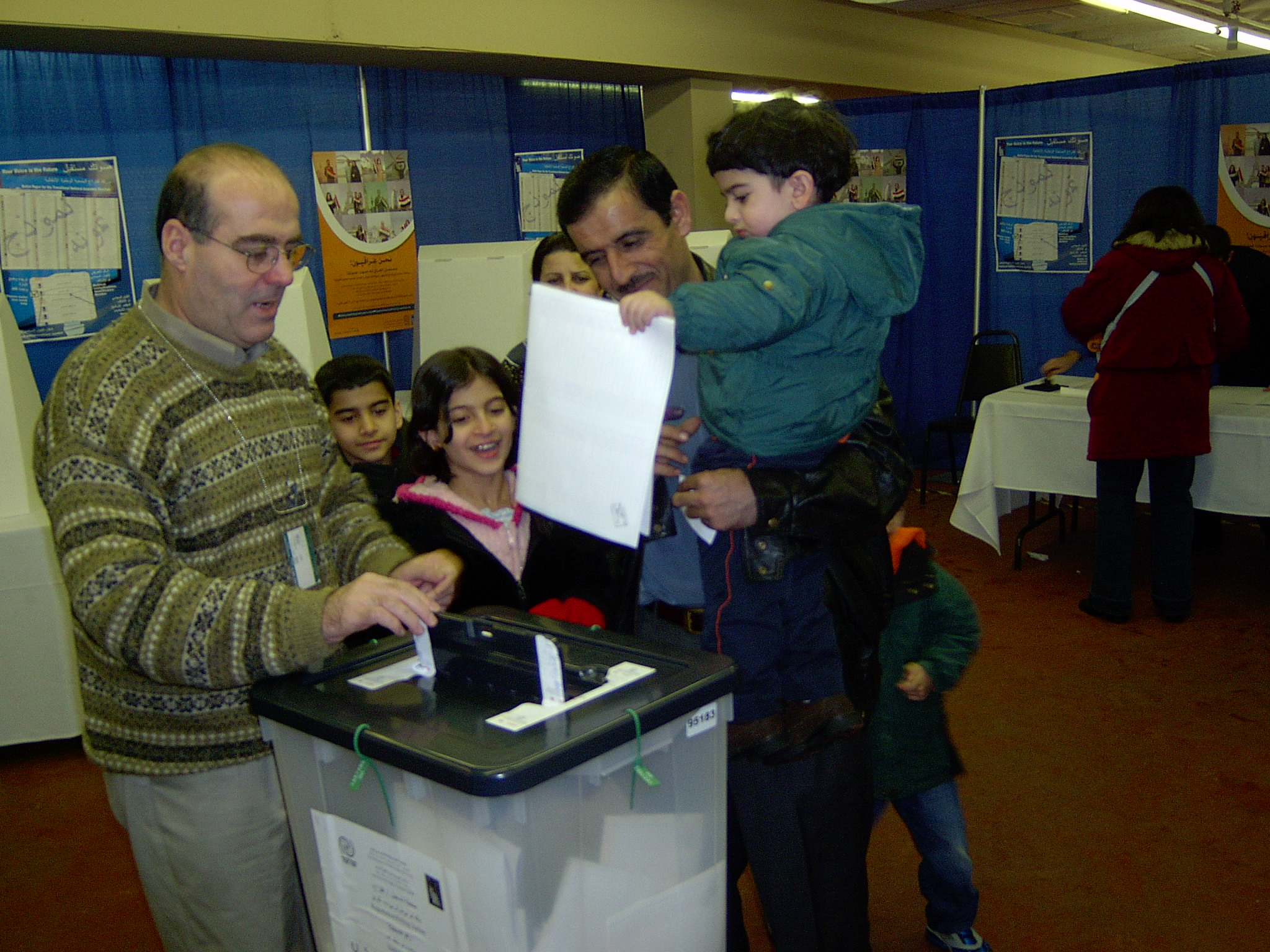
Volby do iráckého parlamentu v lednu 2005

Volby jsou hlavním mechanismem zastupitelské demokracie, kterým občané vybírají vládnoucí politiky a podílejí se na chodu země.
Občané delegují svého zástupce a předávají mu některé své pravomoci, vybírají jej při hlasování (vhazují volební lístek se jménem kandidáta do urny, nebo na příslušném stroji označí jméno svého kandidáta). Vítěz voleb, většinou jím je zvolená nadpoloviční většina, získá právo rozhodovat o zásadních věcech dotýkajících se všech obyvatel. Praktiky jako gerrymandering však volby dělají nespravedlivé.
V Evropě dlouhodobě dochází k poklesu účasti ve volbách. Bylo by mylné domnívat se, že vysoká účast ve volbách vypovídá o dokonalém demokratickém systému.[zdroj⁠?!] Mnohdy je totiž opak pravdou a nejvyšší (vymáhanou) volební účast mají v diktaturách a totalitních režimech.[zdroj⁠?!] Povinná volební účast je ale v různých státech. Demokratické volby jsou založené na principu přirozené výměny garnitury u moci bez nutnosti prolévání krve a převratů. Na tom, kolik občanů se aktivně zúčastní voleb, už tolik nezáleží. Volby mohou probíhat i do řady nestátních organizací.

## Historie
Demokracie ve starověkém Řecku používala volbu losem. U odborných funkcí, kde volba losem byla riskantní, se volilo aklamačně (= veřejným hlasováním).

## Současné druhy voleb
Volby mohou být organizovány jako:
- přímé – občané volí přímo, nikoliv přes prostředníky
- nepřímé – volba je zprostředkována přes zvolené reprezentanty, nebo tzv. elektory (sbor volitelů), nebo prostřednictvím státního orgánu ap. (volba může probíhat ve dvou, třech i více stupních)
- jednokolové – volby proběhnou naráz, nejsou členěny do kol
- vícekolové – volby se člení do více po sobě následujících kol, například postupná eliminace kandidátů či potvrzení výsledků u vícekolového referenda (prokázání trvalosti vůle voličů)

Demokratické volby, včetně voleb v Česku, jsou většinou:
- rovné – každý občan má stejný počet hlasů, hlas každého občana má stejnou váhu
- tajné – nikdo se nemůže dovědět, jak kdo volil (s nepatrnými omezeními, například zdravotní asistent nevidomého voliče za účelem zdravotní asistence při hlasování[pozn 1])
- všeobecné – volit může každý občan, jen se zákonem stanovenými (malými) omezeními
- cyklické – periodicita voleb je předvídatelná a upravená zákonem, volby nelze svévolně odkládat čili prodlužovat mandát ani vyvolat bez zákonného důvodu
- bez povinné účasti – není povinnost využít pasivního volebního práva (být volen, kandidovat) ani aktivního volebního práva (volit)
- s nezcizitelným a s nepřenositelným volebním právem – například nelze udělit plnou moc k výkonu volebního práva, nelze prodat volební právo

V historii se vyvinulo mnoho různých volebních systémů, v různých zemích světa se volí jinak.

## Volby v jednotlivých zemích

### Volby v Československu
První zákonodárný sbor v Československu, Revoluční národní shromáždění, nevznikl na základě voleb. Volilo se až od roku 1920 do dvoukomorového Národní shromáždění republiky Československé, které se skládalo se z Poslanecké sněmovny a Senátu. Po válce mělo Národní shromáždění pouze jednu komoru.
Po komunistickém převratu v roce 1948 byl omezen systém politických stran a volby se staly pouze formálními. V roce 1969 vzniklo Federální shromáždění, skládající se ze Sněmovny lidu a Sněmovny národů, a zastupitelské sbory národních republik Česká národní rada a Slovenská národní rada. Po sametové revoluci v roce 1989 se systém politických stran začal obnovovat, v roce 1990 se opět konaly svobodné volby. Po rozpadu státu se Česká a Slovenská národní rada 1. ledna 1993 bez voleb změnily na parlamenty nově vzniklé České republiky a Slovenské republiky.

### Volby v Česku
V Česku se volí do Evropského parlamentu, do krajských zastupitelstev, do obecní samosprávy (obecní zastupitelstva a zastupitelstva městských částí nebo městských obvodů ve městech, kde městské části či městské obvody existují), do Senátu, do Poslanecké sněmovny a prezident. Volby probíhají na základě příslušných zákonů a osoba je do úřadu volena na dobu určitou.

## Regulérnost voleb
To, zda volby nebyly ovlivněny, lze testovat i statisticky. Například Benfordův zákon poukázal na pravděpodobné manipulace během prezidentské volby v Íránu 2009. Systematické statistické neregulérnosti může přinést i korelace mezi účastí ve volbách a ziskem hlasů.